# Ansonia torrentis
Espèce
Statut de conservation UICN

 LC  : Préoccupation mineure
Ansonia torrentis est une espèce d'amphibiens de la famille des Bufonidae.

## Répartition
Cette espèce est endémique de l'Est du Sarawak en Malaisie. Elle se rencontre à 1 800 m sur le mont Mulu à Bornéo.

## Publication originale
- Dring, 1984 "1983" : Some new frogs from Sarawak. Amphibia-Reptilia, vol. 4, p. 103-115.